# Orthopsyche kina
Orthopsyche kina là một loài Trichoptera trong họ Hydropsychidae. Chúng phân bố ở miền Australasia.